# Pelourinho de Vilas Boas
O Pelourinho de Vilas Boas localiza-se na freguesia de Vilas Boas e Vilarinho das Azenhas, município de Vila Flor, distrito de Bragança, em Portugal.
Este pelourinho encontra-se classificado como Imóvel de Interesse Público desde 1933.